# بريان كينغ
بريان كينغ (بالإنجليزية: Bryan King)‏ (18 مايو 1947 المملكة المتحدة - ) هو لاعب كرة قدم بريطاني يلعب كحارس مرمى.